# End of the Battle... Not the End of the War (We Should Have Known)
End of the Battle... Not the End of the War (We Should Have Known) è un documentario di Ken Loach del 1985, trasmesso da Channel 4 il 27 marzo 1985. Riguarda il motivo per cui i minatori hanno perso la loro battaglia contro il governo.

## Trama
Dopo la fine dello sciopero dei minatori del 1984-1985, vari membri dei sindacati minatori, analizzano i motivi che ne hanno provocato la disfatta, Loach sostiene, che la sconfitta dei minatori sia partita dal 1974, quando i conservatori persero le elezioni, e il ruolo che svolse il sindacato dei minatori nell'appoggiare il Partito Laburista.
Il piano dai conservatori, elaborato da Nicholas Ridley ("Rapporto Ridley"), che prevedeva una riduzione dei poteri dei sindacati, e una riduzione del carbone, nella produzione energetica.
Nicholas Ridley, diventerà uno degli uomini chiave nella vittoria di Margaret Thatcher.
Vi è anche una critica al partito laburista, che non fece nulla per opporsi al piano di Ridley, che era stato reso pubblico da una serie di articoli del The Economist del 1978.